# Drakengard 3
Drakengard 3, известная в Японии как Drag-On Dragoon 3, — ролевая видеоигра, разработанная Access Games и изданная Square Enix как эксклюзив для PlayStation 3. Это третья и последняя основная игра в серии Drakengard и приквел к оригинальной игре. Как и остальные части серии, игра представляет собой смесь наземных боев и воздушных сражений. Главная героиня сюжета игры — Нулевая — Певчая, которая может управлять магией с помощью песни. Вместе с драконом по имени Михаил Нулевая отправляется на поиски пяти своих сестер, которые правят регионами мира, с целью убить их. За время путешествия игрок узнаёт истинную причину такого решения Нулевой.
Игра была создана для аудитории хардкорных любителей ролевых игр и была разработана той же командой, которая создавала оригинальный Drakengard и спин-офф серии Nier, в которую входили продюсер Такамаса Шибу, режиссер Ёко Таро и писательница Савако Натори. Музыка для игры была написана Кэйити Окабе, автором саундтрека оригинальной Nier. В отличие от предыдущих игр серии, команда занималась разработкой игры в Access Games благодаря опыту компании в разработке экшн-игр и желанию команды исправить критикуемые проблемы геймплея предыдущих игр Drakengard. Drakengard 3 получила в основном смешанно-положительные отзывы и продажи в Японии и смешанные отзывы на западе. Игровые сегменты, в которых персонаж сражается на земле, и сюжет в целом получили высокую оценку, а критике игра подвергалась из-за игровых сегментов с драконом, графики и множества технических проблем.

## Игровой процесс
В Drakengard 3, как и в предыдущих частях серии, есть hack-and-slash геймплей на земле и воздушные бои на драконе. На протяжении всей кампании игрок управляет главной героиней Нулевой, на большинстве уровней её также сопровождают от одного до двух союзников, управляемых ИИ. В наземном бою Нулевая может выполнять несколько атак по врагам. Их можно комбинировать, получая комбо-удары, которые заполняют шкалу напряжения Нулевой. Если шкала заполнена хотя бы частично, Нулевая может временно войти в Режим Певчей — состояние гиперактивности, позволяющее ей быстро двигаться и наносить большой урон врагам, а также делает ее невосприимчивой к атакам. По мере повышения уровня Нулевой оружие становится более мощным, и по мере прохождения игры Нулевая получает доступ к новым типам оружия. Каждый тип оружия имеет свой набор атакующих приемов. В отличие от предыдущих игр серии, игроку не нужно приостанавливать игру, чтобы сменить оружие, вместо этого он может сделать это в любое время без необходимости приостанавливать игру.
Нулевая может переключаться между четырьмя типами оружия: мечами, копьями, боевыми наручами и чакрами. У каждого оружия есть четыре уровня прокачки, которые можно повышать либо в бою, либо за деньги, найденные на уровнях. Каждое оружие имеет разные эффекты в зависимости от типа врага и ситуации, например копья полезны против сильно бронированных или защищенных врагов, а мечи — основное оружие по умолчанию. В сундуках, разбросанных по уровням, и после убийства врагов Нулевая может найти предметы, за которые в конце уровня даются деньги, которые можно потратить на приобретение и прокачку оружия, либо на покупку зелий. Нулевая также может выполнять побочные задания по мере прохождения игры: действия таких заданий происходят в тех же локациях, где происходят действия обычных уровней и в них действуют обычные правила. На них игрок может заработать особые предметы, причем количество таких предметов увеличивается с количеством убитых врагов.
Во время игровых сегментов в воздухе Нулевая летит верхом на своем дракона Михаиле. Воздушные бои проходят в двух форматах — рельсовый шутер и бой со свободным перемещением (позволяющий драться как на земле, так и в воздухе). В распоряжении Михаила есть несколько типов атак. Находясь на земле, когда на нем сидит Нулевая, он может наносить урон по области с помощью крыльев. В воздухе Михаил может дышать огнем, атакуя противников, находящихся как на земле, так и в воздухе. Находясь в воздухе Михаил может свободно перемещаться и уклоняться от вражеских атак. Во время основной атаки Михаила — огненного дыхания, возможно «захватить» несколько врагов с последующей атакой по ним. Михаил также может войти в Режим Певчей, когда Нулевая сидит на нем, что увеличивает количество наносимого им урона. Во время наземных миссий Нулевая также может вызвать Михаила, который будет наносить урон врагам.

## История

### Сеттинг и персонажи
Действие Drakengard 3 происходит примерно за сто лет до событий Drakengard, поэтому он является приквелом к первым двум играм серии. Несмотря на это, в Drakengard 3 показаны в основном отдельные временные линии, не связанные с событиями Drakengard. До событий игры в местных землях царил хаос из-за конфликтов между военными диктаторами. В разгар кровавой бойни появились пять таинственных фигур, называемые Певчими , которые, благодаря своей способности использовать магию с помощью песни, победили диктаторов и положили конец конфликту. Из-за этого им стали поклоняться как божествам и провозгласили правительницами регионов земель. Некоторое время спустя, к началу событий игры, Певчая Первая, сильнейшая из них, решила снова объединить пять сестер ради стабильности земель. Источником силы Певчих является злой волшебный цветок. С помощью него Нулевая, главная героиня и антигероиня, была спасена от смерти для дальнейшего использования в качестве инструмента уничтожения человечества. Цель Нулевой — уничтожить всех, кого затронула сила цветка, то есть себя и сестер (созданных когда Нулевая пыталась покончить жизнь самоубийством) ради безопасности мира.
Игрок управляет Нулевой, которую Певчие и их последователи теперь считают предательницей из-за того, что она хочет их убить. Нулевую сопровождает Михаил (яп. ミハイル Mihairu), помогающий ей в воздушном бою. Остальные пять Певчих: Первая (яп. ワン Wan), нынешняя глава Певчих; Вторая (яп. トウ Tou), наиболее жизнерадостная сестра и правительница Страны Песка; Третья (яп. スリイ Surii), правительница Страны Лесов, одержимая куклами; Четвертая (яп. フォウ Fou), правительница Страны Гор и единственная девственница в группе; и Пятая (яп. ファイブ Faibu), правительница Страны Морей, охваченная жадностью по отношению ко всему. Вместе с Нулевой путешествуют адепты,  мужчины, которые раньше служили другим Певчим и сопровождают Нулевую после того, как их первоначальные любовницы были убиты. В их число входят: Сент (яп. セント Sento), самоуверенный и глупый молодой человек, а также любовник Певчей Второй; Окта (яп. オクタ Okuta), хитрый старик, одержимый сексом; Декад (яп. デカート Decāto) воин-джентльмен склонный к мазохизму; и Дито (яп. ディト Dito) , молодой человек-садист. Каждый из адептов помогает своей Певчей вызывать ангелов и демонов в битву. Рассказчиком в игре является Аккорд (яп. アコール Akōru), девушка-андроид, созданная «старым миром» для отслеживания и документирования всех временных линий.

### Сюжет
Нулевая и ее дракон Майкл пробиваются через врагов в Кафедральный город, центр силы Певчих. Попытка Нулевой убить их заканчивается катастрофой: они с Майклом серьезно ранены драконом Первой, Габриэлем. Год спустя Нулевая и её дракон, теперь уже похожий на ребенка реинкарнировавший дракон по имени Михаил, снова отправляются в путешествие с целью убить Певчих. Сначала они отправляются в Страну морей, чтобы сразиться с Пятой: во время битвы Пятую убивает её адепт Дито, которого Нулевая забирает себе на службу. Затем группа отправляется в Страну Гор и сталкивается с Четвертой: после смерти Четвертой Нулевая рекрутирует Декада. Затем они отправляются в Страну лесов. Там адепт Третьей Окта предает свою любовницу, но она все равно заставляет его помочь ей в битве с Нулевой. Третью убивает Михаил, которого затем похищают демоны, вызванные Второй и Сентом. Нулевая следует за ними в Край Песков и сражается с ними, освободив Михаила из плена. Михаил убивает Вторую, а Сент присоединяется к Нулевой. Затем группа отправляется в Кафедральный город, где Нулевая возвращает адептов в их первоначальную форму в виде голубей, освобождая их. Во время битвы с Первой Михаил умирает, ранив Габриэля, тем самым позволив отчаявшейся Нулевой прикончить Габриэля и Первую. Затем появляется мужской клон Первой, который убивает Нулевую и решает создать новый религиозный орден в память о своей «сестре».
После этого Аккорд рассказывает о трех альтернативных сериях событий («ответвлений»), вызванных объединением группы сингулярностей (Нулевой, её сестер и адептов). Во второй ветви, находясь в Стране лесов и уже имея в группе Сента, Нулевая обнаруживает, что выжившие сестры сошли с ума из-за силы цветка: Третья умирает по неизвестным причинам, в результате чего её солдаты сходят с ума. В конце концов, группа узнаёт, что Первая была убита Второй, которая находится в невменяемом состоянии. Снова попав под её влияние, Сент атакует группу, убивая Окту и Дито. Вторая и Декад убивают друг друга, а Нулевая убивает Сента; перед смертью Вторая и Сент вызывают своего ангела Рафаэля, который перед своей смертью отравляет Михаила. Чтобы спасти Михаила, Нулевая активирует силу цветка, заключает «пакт» и воскрешает дракона. В третьей ветви, после спасения Михаила из цитадели Второй, дракон возвращается в свою детскую форму из-за воздействия Второй. По прибытии в Кафедральный город группа сталкивается со Второй, которая уничтожает четырех адептов пока они убивают ее. Затем Нулевая сталкивается с Первой, которая заявляет, что знает об истинной природе Певчих, и объясняет причину партнерства Нулевой с Михаилом: как только другие Певчие будут убиты, Михаил должен убить Нулевую, разрушив силу цветка. Габриэль и Михаил убивают друг друга, а Нулевая и Первая вступают в яростную битву. Убив Первую, Нулевая, все еще находясь в шоке от смерти Михаила, отправляется на поиски другого дракона, который сможет убить ее. В заключительном отчете Аккорд предполагается, что такого дракона найти не получилось.
В четвертой и последней ветви временных линий Нулевая встречает всех сестер, одержимых силой цветка, а также напрямую общается с Аккорд. В каждой битве с сестрами адепты вызывают своих ангелов и превращаются в голубей, в итоге остается только Окта. В Кафедральном Городе Нулевая и Окта сталкиваются с Первой, а Михаил сражается с Габриэлем. Окта жертвует собой, чтобы сдержать Первую. Наконец, Аккорд решает вмешаться и жертвует собой, чтобы Нулевая могла убить Первую, а Габриэль умирает. Поглотив силу всех пяти Певчих, Нулевая превращается в каменное существо и вступает с Михаилом в битву в формате ритм-игры. Михаил уничтожает существо, и голос Аккорд объявляет, что зло цветка было запечатано, хотя все еще существует вероятность его повторного появления в другое время и в другом месте. Она также подозревает, что Нулевая могла выжить. В сцене после титров новая версия Аккорд заменяет ту, которая была убита Нулевой, и множество других присоединяются к ней, чтобы помочь записывать мировые события. Когда они расходятся, новая Аккорд обращается к игроку, и говорит, что надеется снова увидеть его и благодарит за игру.

## Разработка
Концепция Drakengard 3 зародилась, когда Такамаса Шиба и Таро Ёко — продюсер и режиссер оригинальной игры, снова встретились через несколько лет после того, как компания Cavia, под эгидой которой создавалась серия игр, была поглощена компанией AQ Interactive . В ходе встречи они вернулись к давним замыслам по созданию третьей части серии. Во время мозгового штурма они опросили поклонников их игр, в результате чего выяснилось, что многие хотят, чтобы в следующей части серии была мрачная история, похожая на Nier. Рассказывая о создании игры, Шиба отметил, что Drakengard 3 появился на свет в значительной степени потому, что компания выпускала все меньше однопользовательских консольных RPG-игр, а ему хотелось передать атмосферу прежних времен. Кроме того, Шиба хотел показать, что поклонники ролевых игр теперь представляют собой широкую аудиторию, которая жаждет более хардкорного игрового опыта. Игра была разработана компанией Access Games, ранее выпустившей survival horror игру Deadly Premonition. Шиба отметил, что компания «ну очень хороша в создании экшн-игр», что позволит команде справиться с такой проблемой предыдущих игр серии, так как слабая боевая система, и в то же время написать историю, подходящую серии Drakengard. Разработка началась в 2011 году, после того, как Шиба связался с Access Games во время Tokyo Game Show. На момент анонса в 2013 году игра была готова на 60 %, а Ёко Таро описывал её следующим образом: «Это не Drakengard или Nier. Если вы ждете, что эта игра будет аналогична одной из них, вы будете разочарованы». За вступительный CGI ролик отвечала студия Visual Works. Сцена была основана на раскадровке Ёко Таро, а режиссер Казуюки Икумори стремился сделать её эстетичной, несмотря на жестокость происходящего. Visual Works также занималась внутриигровыми кат-сценами, один из сотрудников отметил, что это был трудный период, поскольку им нужно было создать более 100 минут кат-сцен за короткий период времени.

### Дизайн мира
Кимихико Фудзисака, дизайнер персонажей предыдущих частей серии, работал и с этой игрой. Создавая врагов, Фудзисака вдохновлялся образами «Средневековой Европы» из предыдущих двух игр для, но для главных героев он использовал более современные образы. Вместе с Фудзисакой в команду разработки вернулись актер Шинноске Икехата, который озвучивал ключевых персонажей в предыдущих играх серии, и писатель Савако Натори, который работал над Drakengard, Drakengard 2 и Nier, с целью совместного написания сценария с Ёко. При написании истории они старались добиться «баланса мрачности и юмора». Шиба отметил, что «на самом деле получилось достаточно много мрачных моментов, например, в игровых диалогах». Команда не хотела делать историю игры исключительно мрачной, поэтому в игру добавлялись сцены, над которыми игроки могли бы посмеяться. Ёко не хотел, чтобы эмоции разных персонажей сводились к простым стереотипам или чтобы события игры были слишком простыми. Он хотел, чтобы игроки получили странный, «ненормальный» опыт, который достигался, например, контрастом между ужасом вражеских солдатов и зачастую вульгарными диалогами между Нулевой и её товарищами. Он также отметил, что значительную долю процесса разработки игры он преодолел «со смехом пополам».
В процессе разработки сюжета команда решила, что протагонистом игры будет женский персонаж, в отличие от предыдущих игр, в которых главные герои были мужчинами, а также большую часть второстепенных персонажей было решено сделать девушками, в первую очередь потому, что все другие предложения были отклонены. Многие аспекты дизайна и способностей Нулевой были нацелены на передачу мрачной атмосферы игры, а цветок, растущий из её глаза, был практически вырезан из игры, когда Шиба решил, что это будет слишком рискованным решением для серии в сочетании с полом персонажа. Среди отвергнутых во время разработки идей Ёко, был, например, концепт игры в современном сеттинге со школьницей в роли протагониста, с названием Drakengard 4 вместо Drakengard 3, сюжет которой вращался бы вокруг поиска недостающей части серии. Ёко и Натори совместно с писательницей Эми Нагашимой были ответственны за создание характеров адептов. Ёко хотел, чтобы Нагашима изобразила Сента как полного идиота, а образ Декада, который написала Нагашима, подвергся критике, несмотря на все её усилия. Лучше всех Натори и Нагашима понимали персонажа Окта, однако Нагашиме трудно давалось его написание. Во время создания диалогов с Михаилом Ёко просил Натори воплотить в нем хорошие качества животных и детей. При создании его образа Натори не опиралась на реальность, а заимствовала элементы из других художественных произведений, и отметила, что писать его было интереснее всего. Диалог между Нулевой и адептами был написан Ёко, и должен был контрастировать по содержанию с жестокими боями. В игру были включены элементы разрушения четвертой стены, например в репликах Нулевой или действиях Аккорд во время финальной концовки: это служило в том числе отсылкой первому Drakengard и намёком, что реальный мир — всего лишь ещё одна ветвь вселенной Drakengard.
Дизайн Нулевой, созданный Фудзисакой, был первым образом, одобренным Ёко Таро. После этого работа над образами остальных Певчих шла довольно быстро: Ёко сказал Фудзисаке, чтобы он «вдохновлялся Puella Magi Madoka Magica» при их создании. У дизайна каждого персонажа была своя тема: у Пятой — нагота и трикотажная одежда, Четвертая была женщиной-капитаном, а вторая — «лолитой» в нижнем белье. У Третьей должна была быть челка, закрывающая лицо, и несколько заколок для волос, но в конечной версии от этой идеи отказались. Имена персонажей, основанные на числах, и разные цвета глаз были выбраны для того, чтобы игроку было легче их различать, а чтобы подчеркнуть связь других Певчих с Нулевой, в их образы были включены некоторые её элементы. Образы адептов были разработаны и одобрены быстро, поскольку они не являлись приоритетными. В их основу вошли главные мужские архетипы: Сент, который изначально должен был стать садистом, был «симпатичным мальчиком», Окта был «стариком», Декад — «мужчиной средних лет», а Дито — «маленьким мальчиком».

### Музыка
Музыку для игры написал Кейти Окабе, который также отвечал за музыку к Nier. Окабе хотел, чтобы звучание сочеталось с работами Нобуёси Сано, и для него это был новый опыт. Ёко попросил его не повторять подход к музыке из Drakengard или Nier, а опираться на «ощущения контраста» игры. Одна из главных музыкальных тем игры, "Kuroi Uta" (яп. クロイウタ, Black Song / Черная песня), была исполнена певицей Эйр Аой родом из Хоккайдо, которая сама призналась что является поклонницей серии Drakengard. Из-за её симпатии к серии Шиба решил доверить исполнение заглавной песни именно ей. Автором текстов песен является Кикучи Хана, один из авторов сценария Nier. Вторая музыкальная тема игры «This Silence Is Mine», использованная в трейлере Tokyo Game Show, была написана и исполнена певицей Оницука Тихиро специально для игры. Двадцать первого января 2014 года был выпущен альбом Drag-on Dragoon 3 Original Soundtrack под каталожным номером SQEX-10414 ~ 5. Главные музыкальные темы были распространялись как в составе альбома, так и в виде синглов.

## Выпуск игры и атрибутика
Во время продвижения Drakengard 3 геймплей почти не показывался, вместо этого было выпущено несколько рассказов — Шиба хотел, чтобы история игры была загадкой для игроков. Изначально в Японии игра должна была выйти в октябре 2013 года, но выпуск был перенесен на декабрь из-за того, что Square Enix хотела улучшить общее качество игры и удостовериться, что игра соответствует ожиданиям фанатов. В Японии и Северной Америке Drakengard 3 была выпущена как на дисках, так и в цифровом формате, однако в Европе вышла только цифровая версия. Игра была локализована в том числе и на китайский язык при содействии Sony Computer Entertainment Japan Asia с целью выхода на китайский рынок. Игроки, купившие коллекционное издание, выпущенное в Японии, также получали доступ к наряду, созданному по образу Каине, героини игры Nier. В Северной Америке, Европе и Австралии также было выпущено ограниченное коллекционное издание от Square Enix. В него входил рассказ-приквел о главных героях игры, сценарий с участием Первой и DLC с японской озвучкой, а также костюм для Zero, вдохновленный главным героем первой игры.
В Японии наряду с игрой были выпущены две манги, написанные Эми Нагашимой под псевдонимом Джун Эйшима: Drag-On Dragoon: Utahime Five, приквел, посвященный другим Певчим, и Drag-On Dragoon: Shi ni Itaru Aka, действие которого происходит после событий игры. Обе манги были написаны под руководством Ёко. Для игры вышло несколько пакетов DLC, которые включали в себя несколько костюмов для Нулевой, созданных на основе героев предыдущих игр серий Drakengard и Nier, косметические предметы для Михаила и шесть глав-приквелов, подробно описывающих прошлые события из жизни Нулевой и ее сестер. Это дополнение позже было выпущено и на западе вместе с альтернативной музыкой для режима Певчей. ASCII Media Works опубликовала полное руководство по игре, которое включало в себя путеводитель по истории серии и рассказ, следующий за событиями Shi ni Itaru Aka, в котором пересказывались события Drakengard. 28 августа 2014 года была выпущена новелла Drag-on Dragoon 3 Side Story. В ней подробно описана пятая ветвь событий, в которой прослеживается связь между Drakengard 3 и Drakengard, чего не было ни в одной из игровых концовок.

## Рецензии
| Сводный рейтинг    | Сводный рейтинг |
| Агрегатор          | Оценка          |
| ------------------ | --------------- |
| GameRankings       | 59,39 %         |
| Metacritic         | 61/100          |
| Иноязычные издания |                 |
| Издание            | Оценка          |
| Destructoid        | 8,5/10          |
| Eurogamer          | 5/10            |
| Famitsu            | 34/40           |
| Game Informer      | 6/10            |
| GameSpot           | 7/10            |
| GamesRadar+        | [ 6 ]           |
| IGN                | 4,8/10          |

За первую неделю продаж Drakengard 3 в Японии было продано 114 024 копии игры, из-за чего игра заняла четвертое место в японских чартах продаж, а к концу года было продано уже 125 500 экземпляров. Общее число продаж физических копий в Японии по состоянию на май 2014 года составило 150 866 единиц. Игра заняла 79-е место в топе 100 самых продаваемых игр года журнала Famitsu, а в списке Dengeki игра заняла 62-е место. Игра набрала 34/40 баллов в Famitsu, получив от рецензентов оценки 9, 9, 8 и 8. По данным западного агрегатора отзывов на видеоигрыMetacritic, игра получила «средние» отзывы. Тодд Сиолек из Anime News Network назвал Drakengard 3 игрой года (2014).
Сюжет игры получил неоднозначные отзывы. Dengeki PlayStation посчитала историю игры лучшей в серии Drakengard, в то время как Famitsu в целом положительно отозвалась о мире игры и персонажах, отдельно похвалив диалоги. Крис Картер из Destructoid сказал, что история заставляла его «двигаться вперед чтобы разобраться во всем», также ему понравились диалоги между персонажами и их отношения. Кимберли Уоллес из Game Informer осталась не очень довольна игрой и заявила, что хоть в ней и было несколько интересных сцен, «повествование и персонажи далеко не идеальны». Меган Салливан из IGN раскритиковала историю за то, что она слишком медленно продвигается и слишком часто опирается на предыдущие игры, а главных героев рецензент посчитала «плохо написанными». Хайди Кемпс из GameSpot в целом осталась довольна историей, особенно тем, как игра высмеивает жанр и фокусируется на разных ветвях, в то время как Бекки Каннингем из GamesRadar сказала, что история — «главная причина играть в эту игру, особенно потому, что, несмотря на сеттинг средневекового фэнтези, вместо привычных клише тут используется чёрный юмор». Крис Шиллинг из Eurogamer сказал, что оказалась «чёрной как уголь комедией», и отметил, что ее повествование мрачнее, чем в Nier, похвалив при этом персонажа Нулевой.
В отличие от предыдущих игр серии, геймплей игры получил хвалебные отзывы. В Dengeki похвалили переработанную боевую систему, назвав возможность мгновенного переключения оружия лучшим нововведением. В Famitsu также положительно отозвались об игре, несмотря на то, что она мало чем отличалась от других игр жанра. Салливан похвалила наземный геймплей, особенно режим Певчей Нулевой, но подвергла критике игровые сегменты с драконом за неудобство в управлении. Каннингем отметила, что бои будут «держать [игроков] в напряжении» и похвалила сбалансированность сил протагониста и врагов, а также возможность мгновенного переключения оружия, но о геймплее на драконе она отозвалась смешанно. Картер назвал битвы своей «любимой частью» игры, которые напоминали бои в Dynasty Warriors, но были более плавными и быстрыми, а Кемпс посчитала геймплей в целом удовлетворительным, несмотря на его простоту, а сегменты с драконом «не очень хорошо продуманным, но приятным отдыхом от резни противников»." Уоллес положительно отозвалась о многих аспектах боевой системы, но отметила, что ей мешают реализоваться плохой дизайн уровней и предсказуемые атаки противников. Шиллингу понравился наземный геймплей, который он назвал «помесью [ DmC: Devil May Cry ] и Dynasty Warriors», но сегменты с драконом он посчитал гораздо менее приятными. Плохой ИИ адептов Нулевой и дракона также подвергся критике.
Чаще всего критики жаловались на графику и дизайн уровней игры. Каннингем посчитала дизайн окружения «очень пресным» по сравнению с повествованием, в то время как Уоллес раскритиковала дизайн уровней и персонажей в целом, но отметила, что качество кат-сцен улучшилось по сравнению с предыдущими играми. Картер, напротив, похвалил дизайн персонажей и назвал другие визуальные аспекты игры «прекрасными». Салливан отнеслась к визуальной части скорее отрицательно, в частности критике подверглись дизайн уровней и ограниченная цветовая палитра, а графику игры она сравнила с графикой игр на PlayStation 2 . Шиллинг подверг игру критике за текстуры, графику и дизайн персонажей, но похвалил стремление разработчиков идти вразрез с игровыми конвенциями. Технические проблемы, такие как падения частоты кадров, неустойчивая камера и разрыв изображения на экране, считались главными недостатками игры.

## Пояснения
1. ↑  англ. Intoners; Songstresses (яп. 歌姫 Utahime) в японской версии.
2. ↑  англ. Disciples; Apostles (яп. 使徒達 Shito-tachi) в японской версии.

### Цитаты из игры
Access Games, Drakengard 3. Изд. Square Enix. PlayStation 3 (20 мая 2014).
1. ↑  Рассказчик: Давным-давно, в эпоху, омраченную бесконечными конфликтами, на землю спустились пять прекрасных богинь. Богини пели волшебные песни, которые вернули покой и гармонию в наш разрушенный мир. Люди стали поклоняться этим святым волшебницам и стали называть их Певчими. (опенинг)
2. ↑  Нулевая: Впервые я увидела этот цветок… в день своей смерти. Теперь я просто труп, живущий за счет магии цветка. […] Этот цветок — бедствие, угрожающее всему миру. Он растет, питаясь мной. В конце концов, он поглотит меня целиком, а когда это случится, когда он полностью вырастет, он уничтожит все. […] Когда я поняла, что заражена цветком, который хочет уничтожить мир, я попыталась убить себя. Ну, технически я уже была мертва Так или иначе, я пыталась вырвать из себя эту проклятую хреновину. Но в итоге я сделала только хуже. Цветок испугался. Начал плодить этих… детей. Пять маленьких девочек, одну за другой. Они вырвались из меня и убежали, я и глазом моргнуть не успела. […] В общем, я сделала свой выбор. Я решила убить своих сестер, а потом уничтожить цветок". (Ветвь D, стих 7)
3. ↑  Нулевая: Что ты вообще такое, черт возьми? / Аккорд: Мы — Летописцы. […] Наша работа — записывать события мира от древнего прошлого до далекого будущего. Ты же слышала о Старом Свете, про который вы, люди, постоянно говорите? Так вот, меня прислали как раз оттуда. (Ветвь B, Глава 2, Потерянный стих 2)
4. ↑  Нулевая: Это неизбежно. Адепты не могут сохранять человеческий облик без силы Певчей. Рано или поздно вы исчезнете. Поэтому, прежде чем это случится… Я возвращаю вам ваши старые формы. (Ветвь А, глава 5, стих 3)
5. ↑  Брат Первой: Ясно… Раз больше нет Певчих, которые могли бы защитить мир… Тогда я буду защищать его сам! Мы создадим новую религию. Религию, в которой будут почитать мою сестру Первую. (Ветвь A, глава 5, концовка A)
6. ↑  Аккорд: В потоке истории после Катаклизма, если сходятся вместе особые условия, известные как «сингулярности», происходит разлом времени, что приводит к феномену множественного расхождения мира. (Ветвь B, Стих 1)
7. ↑  Аккорд: Используя функцию перепрограммирования цветка, сингулярность, известная как Нулевая, создала новую концепцию, известную как пакт. Я не знаю, как это повлияет на будущее. Однако я буду продолжать наблюдать за дальнейшим развитием событий. (Ветвь B, концовка B)
8. ↑  Первая: Певчие приносят в этот мир одни страдания. Однажды они станут болезнью, которая погубит всю человеческую жизнь. Вот почему ты пытаешься убить нас: чтобы спасти мир. И как только тебе удастся убить своих сестер… Ты закончишь работу… и убьешь себя. И для этого ты используешь своего дракона. (Ветвь С, стих 5)
9. ↑  Аккорд: Певчая Нулевая выполнила свою задачу. Однако дракон Михаил погиб, а психическое здоровье Нулевой находится в довольно тревожном состоянии. Боюсь, шанс найти решение в этой временной линии невелик. Поэтому я рекомендую закрыть эту ветвь. (Ветвь C, концовка C)
10. ↑  Аккорд: Начало записи. Певчие были запечатаны в другом мире. Угроза цветка для этой ветви была устранена. Однако существует вероятность того, что эта печать может быть разрушена когда-нибудь в будущем. До этого времени мы будем продолжать записывать события. А, да, мое личное замечание по поводу моего объекта наблюдения, Нулевой. Вероятно, это выходит за рамки моих функциональных обязанностей как летописца, но меня не покидает ощущение, что где-то, каким-то образом, Нулевая все еще жива. И что когда-нибудь… Однажды мы с ней снова встретимся. Знаю, это звучит глупо, но такое у меня предчувствие. (Ветвь D, Последняя песнь)
11. ↑  Аккорд: Надеюсь, мы ещё увидимся. А пока… Я хотела бы сказать… Спасибо за игру. (Ветвь D, Последняя песнь)